# Plataforma GM Theta
Theta é a plataforma da General Motors para utilitário esportivo médio e compacto. A “arquitetura”, como são chamadas as plataformas na GM, estreou em 2002, com o Saturn VUE, sendo utilizada posteriormente no Chevrolet Equinox e no Pontiac Torrent. Foi desenvolvida inicialmente pela GM com a Suzuki Motors, mas nos modelos lançados a partir de 2006 grande parte do trabalho de desenvolvimento foi feito pela GM Daewoo e pela PATAC.

## Equipamentos
A Theta usa suspensão independente nas quatro rodas e pode receber motores de 4 cilindros em linha ou V6. Há opção de transmissão automática ou manual, ambas de 5 marchas.

## Modelos atuais
Modelos que utilizam esta plataforma atualmente:
- Entre-eixos curto
  - 2002 Saturn VUE
- Entre-eixos longo
  - 2005 Chevrolet Equinox
  - 2006 Pontiac Torrent
  - 2006 Chevrolet Captiva – 7 passageiros
  - 2006 Opel Antara – 7 passageiros
- Partilha alguns componentes de Theta
  - 2006 Suzuki Grand Vitara

## Futuros modelos
- 5 portas, longo
  - 2007 substituto do Suzuki XL7
- 3 portas, curto
  - 2007 Chevrolet Captiva – 5 passageiros
  - 2007 Opel Antara GTC
  - 2008 Saturn VUE

## Sub-Theta
A GM está estudando o desenvolvimento de uma plataforma "Sub-Theta" a fim de produzir modelos para competir com o Honda CR-V e o Toyota RAV4. Tanto a Saturn quanto a Chevrolet devem oferecer modelos nesta categoria a partir de 2009.